# Fox Lake 2
Pour les articles homonymes, voir Fox Lake.
Fox Lake 2 est une réserve indienne de la Nation crie de Fox Lake au Manitoba au Canada.

## Géographie
Fox Lake 2 est située au Manitoba. La réserve couvre une superficie de 39,5 hectares.

### Source en ligne
- Détails de la réserve par Affaires autochtones et Développement du Nord Canada